# Incendio de la Guardería ABC
El incendio de la Guardería ABC ocurrió el 5 de junio de 2009 en Hermosillo, Sonora, México. En el incendio fallecieron 49 niños y 106 resultaron heridos, todos de entre cinco meses y cinco años de edad. Ocurrió al propagarse un incendio de una bodega contigua del gobierno del Estado de Sonora, siendo gobernador del estado Eduardo Bours Castelo y la presidencia de Felipe Calderón Hinojosa y alcalde de Hermosillo en ese entonces Ernesto Gándara Camou. La estancia infantil privada funcionaba por el modelo de subrogación por el Instituto Mexicano del Seguro Social desde el 6 de agosto de 2001.
De un total de 19 funcionarios involucrados inicialmente según la Suprema Corte de Justicia Mexicana (SCJN), inicialmente no había ninguna persona bajo proceso judicial por el hecho, ya que todos habían sido exonerados, hasta que posteriormente por las presiones sociales han sido condenados 21 de 22 inculpados por la justicia mexicana.

## Hechos

### Antecedentes

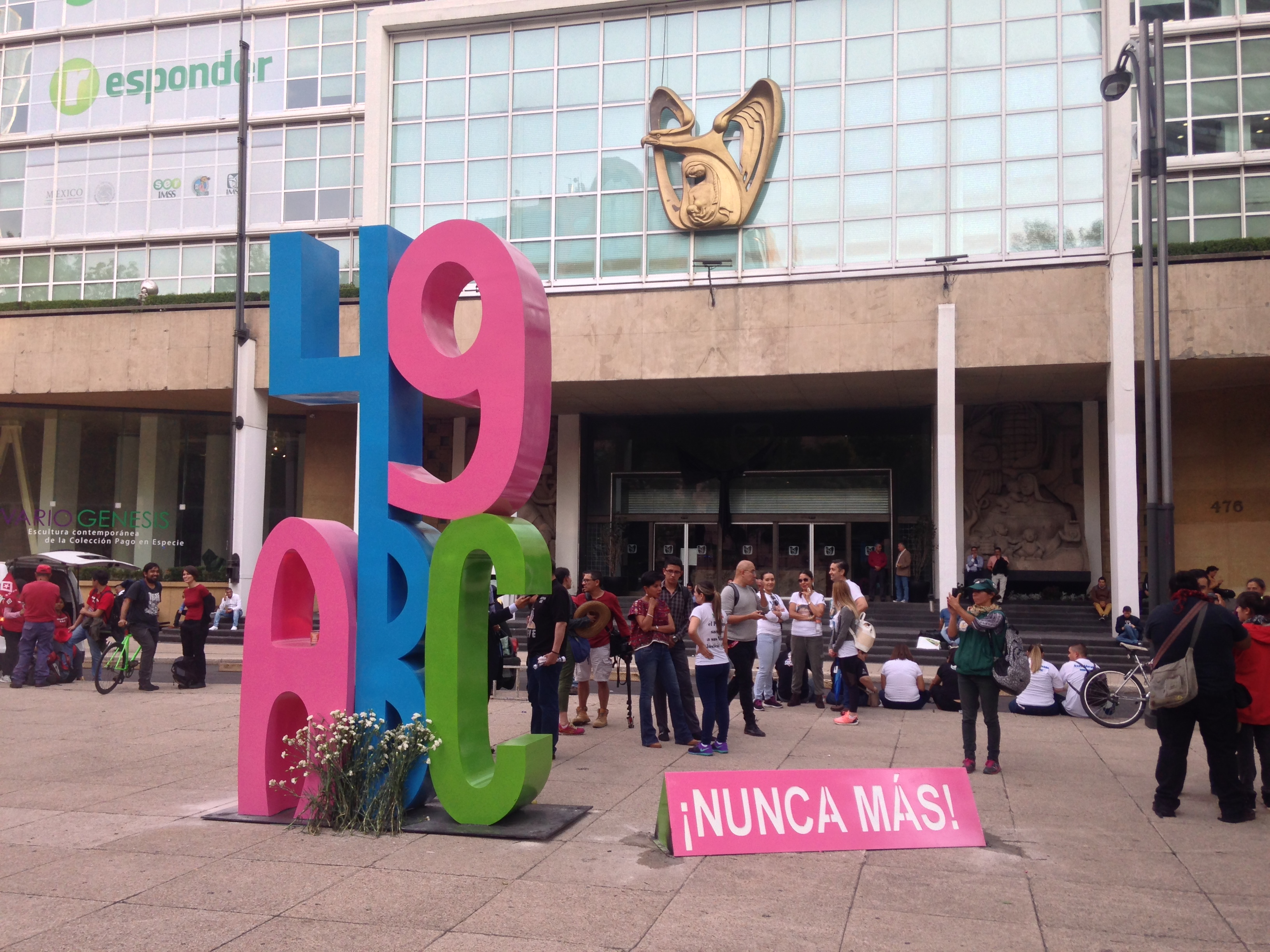
Anti monumento instalado a las afueras de la sede central del Instituto Mexicano del Seguro Social en la Ciudad de México el 5 de junio de 2017 por padres de las víctimas. Dicho instituto tenía responsabilidad de la estancia bajo el modelo de subrogación.

De entre los servicios que ofrece el Instituto Mexicano del Seguro Social de México, está el de guarderías para hijos de madres con derecho de seguridad social. Presentándose el siniestro, el IMSS contaba con 134 guarderías convencionales y mil 500 en modelo de subrogación, es decir, otorgadas a particulares por el instituto. Dicha modalidad inició en 1983, pero a partir de 2003, luego de realizarse una modificación a la Ley General del IMSS, las guarderías subrogadas se multiplicaron con la flexibilización de los requisitos para establecer una, y la reducción de la cantidad que el IMSS invertía por niño, lo que provocó su saturación, un detrimento en la calidad de la atención a los menores y que las guarderías contaran con menos personal. En junio de 2009, las guarderías por parte del IMSS funcionaban en un desorden mayormente generalizado y con el «otorgamiento de los contratos, operación y vigilancia o supervisión» de éstas, solo 14 del total cumplían con la normatividad adecuadamente, en tanto 49.9% carecía de la constancia de protección civil vigente y solo 407 cumplían con el visto bueno por bomberos locales. Unos 223 mil niños eran resguardados por el IMSS en ambas modalidades, y según lo observado por la SCJN, hubo una conexión directa entre el panorama irregular de las guarderías subrogadas y el incendio en la Guardería ABC. Por operar la guardería el IMSS pagaba por subrogación 422 mil pesos mensuales, aproximadamente, y se encontraba en sobrecupo. De 196 lugares autorizados la guardería tenía cerca de 220 infantes. El contrato de subrogación de la GuarderÍa ABC fue firmado por Juan Molinar Horcasitas y los socios de la guardería, asociados legalmente en 2006.

### El incendio
Las horas son expresadas en GMT -7, hora local de Sonora
En el predio ubicado en la esquina de las calles Ferrocarrileros y Mecánicos, de la colonia Y Griega de Hermosillo, Sonora, funcionaba desde el 6 de agosto de 2001 la Guardería ABC, una guardería subrogada por el IMSS a una sociedad civil privada constituida por los ciudadanos Marcia Matilde Altagracia Gómez del Campo Tonella —familiarmente relacionada con Margarita Zavala, esposa del entonces presidente Felipe Calderón y del también gobernador entonces, Eduardo Bours—, Sandra Luca Téllez Nieves y Gildardo Francisco Urquides. El mismo edificio de la guardería era compartido por una bodega de archivos del Departamento de Control Vehicular de la Secretaría de Hacienda del Gobierno del Estado de Sonora, en la cual se resguardaban placas de vehículos y un archivo. Dicha instalación se estableció en 2002, una fecha posterior al establecimiento de la guardería y al momento del incendio no contaba con extintores o alarmas contra incendio. Empleados laboraron desde las 8 de la mañana de ese 5 de junio hasta aproximadamente las 14:35 horas acomodando placas y a su salida afirman haber apagado los sistemas de aire acondicionado.
De acuerdo a la versión oficial, el incidente ocurrió aproximadamente a las 15:00 cuando en la guardería los niños dormían la siesta y en la bodega se sobrecalentó un sistema de enfriamiento de la bodega que resguardaba cinco toneladas de documentos, placas vehiculares y tres vehículos. El sobrecalentamiento fundió el aluminio del motor del sistema, lo que provocó que fragmentos en llamas cayeran sobre lo archivado. El incendio se generalizó en la bodega y se propagó a la estancia infantil, en la que se encontraban 176 niños resguardados y aproximadamente 50 empleados. Las llamas fundieron el poliestireno aislante del techo de la guardería, y el fuego, así como vapores tóxicos, invadieron el área. Testigos presenciales afirman haber escuchado una explosión y luego el inicio del fuego y una densa columna negra de humo, lo que alertó y animó a quienes se encontraban cerca a acudir al lugar, entre ellos negocios cercanos como una gasolinería ubicada en contraesquina.

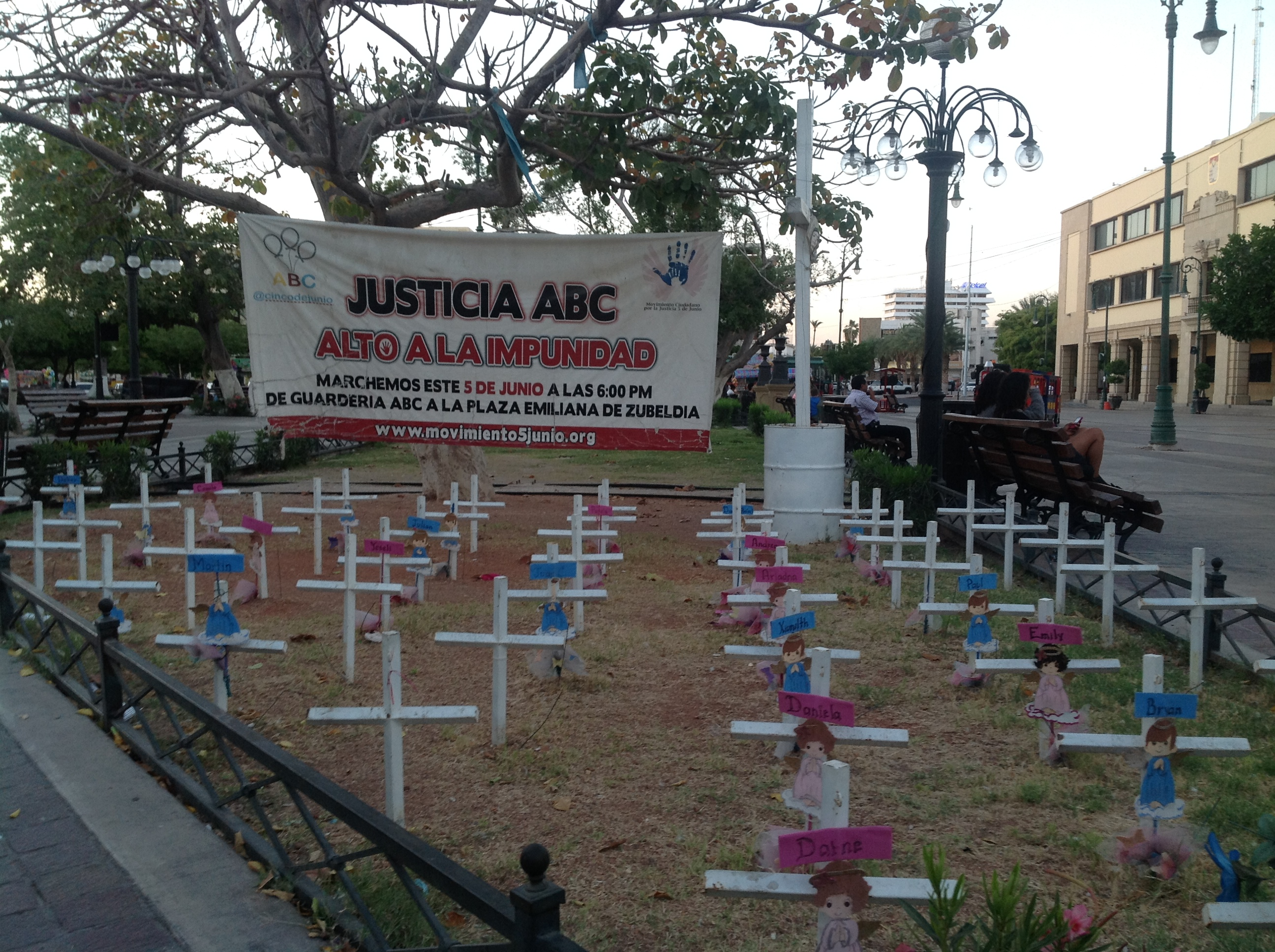
Cruces de los niños fallecidos en el incendio de la Guardería ABC ubicadas en la Plaza Zaragoza frente al Palacio de Gobierno de Hermosillo, Sonora, México

La falta de detectores de humo, extintores y salidas de emergencia adecuadas, así como la rapidez del incendio por los materiales inflamables con la que se construyó la bodega, provocaron los fallecimientos de los infantes, la mayoría por asfixia.
Vecinos de viviendas y negocios cercanos fueron los primeros en arribar hasta el lugar para realizar labores de rescate, seguidos de rescatistas, paramédicos y policías, que apoyaban a las educadoras y asistentes para rescatar a más niños y niñas con vida. Pero la falta de salidas de emergencia imposibilitaron su entrada a la guardería en llamas, por lo que ciudadanos de áreas cercanas se dieron a la tarea de intentar sacar a las víctimas de la conflagración que permanecían dentro. Destaca la labor de Francisco López Villaescusa y su padre Héctor Manuel López, quienes hicieron boquetes en los muros de la guardería para poder sacar a más niños y niñas con una camioneta marca modelo Silverado 1997 que averiaron, así como la de Juan López Trujillo «El Cayetano», quien rescató cerca de ocho infantes de entre las llamas. El propio personal de la guardería trataba de sacar del inmueble a los niños como les era posible, en una situación de caos generalizado. Conforme pasaban los minutos arribaban hasta el lugar los padres de los niños, muchos de los cuales recibían atención fuera del sitio del siniestro. En casas aledañas los vecinos trataban de consolar a los padres de las víctimas y ayudarles a comunicarse con sus familiares. En el traslado de los niños que eran rescatados del interior del inmueble colaboraron incluso vehículos particulares y patrullas.
Una hora después arribó al lugar el alcalde de Hermosillo, Ernesto Gándara, y expresó públicamente su pesar. Cerca de las 4 de la tarde iniciaron los primeros reportes oficiales. Eduardo Bours, gobernador entonces, manifestó sus condolencias desde Arizona, en donde sostenía una reunión de trabajo. En tanto padres sin información sobre sus niños recorren los hospitales de la capital sonorense en búsqueda de información.
El 6 de junio de 2009 algunos de los niños reciben la visita del presidente Felipe Calderón y la primera dama Margarita Zavala, manifestando que México estaba de luto y promete justicia y castigo a los culpables. Durante ese día y el siguiente inician la mayoría de los servicios funerarios de las víctimas.
El 9 de junio los dueños de la guardería dieron una conferencia de prensa. En ella declararon que ignoraban que la guardería se encontraba en riesgo, y que las inversiones que habían realizado en conjunto con otros socios respondían a un interés legítimo.

## Consecuencias

### Fallecimientos
El total fue de 49 niños fallecidos; 25 niñas y 24 niños; la mayoría por asfixia debido al humo tóxico.

### Secuelas
Cerca de 70 menores sobrevivientes fueron hospitalizados con lesiones de consideración, así como 5 adultos. 26 niños y niñas fueron atendidos por intoxicación, así como aproximadamente 30 fueron trasladados de urgencia a Estados Unidos para recibir atención especializada por quemaduras de distinta magnitud. Muchas de las víctimas presentan afectaciones que harán necesarios tratamientos de por vida. Gobierno de los Estados Unidos Mexicanos, se comprometió a pagar los gastos de estos niños heridos a la gravedad.

### Reacciones ante la tragedia
- El presidente Felipe Calderón manifestó a las pocas horas de la tragedia sus condolencias.

Nuestros pensamientos, nuestras acciones y nuestras oraciones están con las familias que hoy están viviendo esta terrible situación. Como mexicano, como padre de familia, como Presidente de la República estoy, verdaderamente, entristecido y consternado desde el momento en que me enteré de esta tragedia
Felipe Calderón Hinojosa.

- El papa Benedicto XVI externó su pesar por el deceso de los infantes y envió su apoyo a los padres de las víctimas, para después advertir que se encontraba profundamente apenado por una situación de este tipo, mediante un telegrama mandado al Arzobispo de Hermosillo.
- En la ceremonia del primer aniversario de la tragedia, el gobernador recientemente electo Guillermo Padrés pidió públicamente perdón a los padres y a las víctimas.[32]

#### Movimientos Ciudadanos

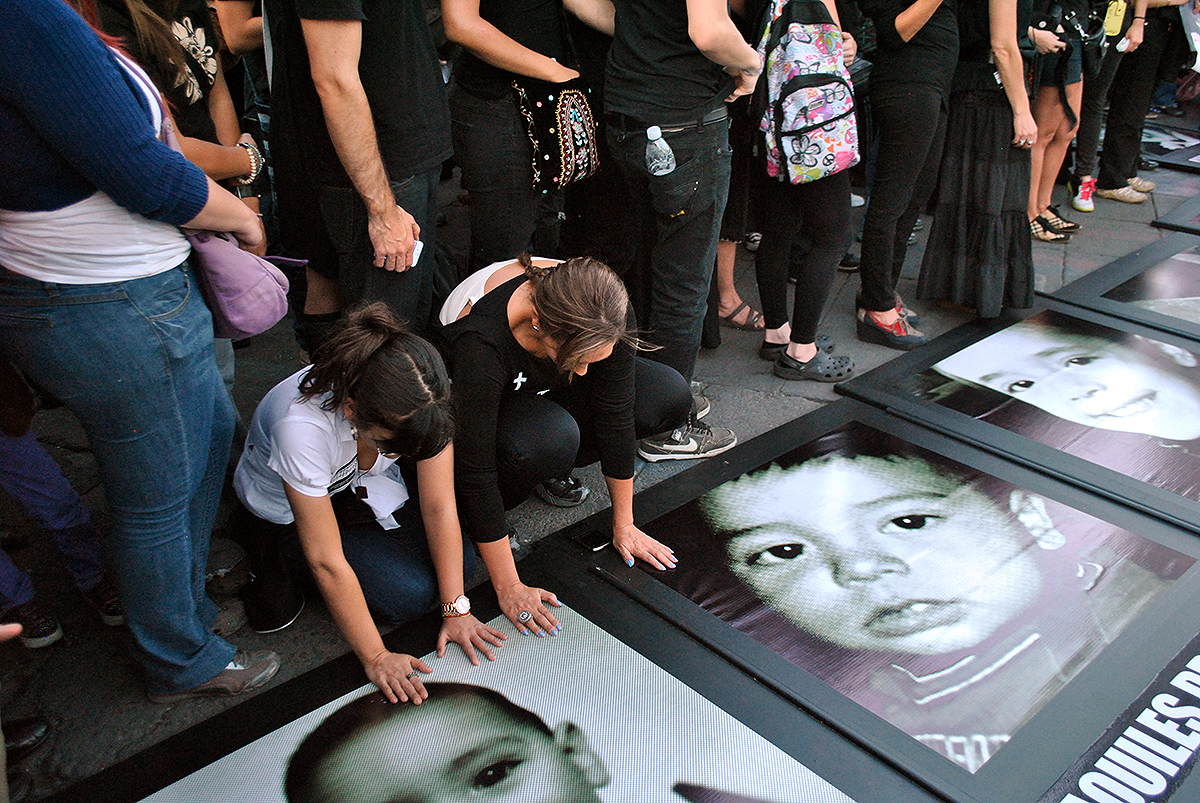
Manifestación en la Plaza de la Constitución el 5 de junio de 2013.

Los padres de las víctimas conformaron a los pocos días diversos movimientos sociales agrupados en organizaciones que se han dedicado desde entonces a solicitar justicia por el hecho. Entre las organizaciones se encuentran Movimiento Ciudadano por la Justicia 5 de Junio A.C. y Manos Unidas por Nuestros Niños.
De entre las acciones sumadas desde 2009 por la sociedad civil en torno al caso se encuentran marchas en las principales ciudades de México, festivales culturales, ciclos de conferencias informativas, charlas de apoyo psicológico, plantones, rodadas en bicicleta así como trabajo jurídico para regular ante las distintas instancias (ejecutivo, legislativo, judicial) las posibles sanciones que busca este Movimiento Ciudadano por la Justicia 5 de Junio A.C.

### Responsabilidades jurídicas
El sábado 18 de julio de 2009, Daniel Karam Toumeh, director general del IMSS, cesó a Carla Rochín Nieto, coordinadora nacional de guarderías y a Sergio Salazar Salazar, director de prestaciones económicas y sociales del IMSS.
Por la tragedia también fueron removidos de sus cargos:
- Arturo Leyva, delegado estatal del IMSS
- Emigdio Martínez, jefe delegacional de Prestaciones Económicas y Sociales
- Noemí López, coordinadora delegacional de Guarderías
- Delia Irene Botello, coordinadora zonal de Guarderías en Hermosillo

El 6 de agosto de 2009, a solicitud de padres de los niños víctimas del incendio, el pleno de la Suprema Corte de Justicia de la Nación de México, inició una investigación por su cuenta al ser un caso relevante y que tendría solamente efectos informativos y no vinculativos, independientemente de las investigaciones que se realizaron. Dicho informe reveló que al momento de la tragedia, existía un desorden generalizado en la cesión de contratos de guarderías infantiles a particulares por parte del IMSS, y en la supervisión y vigilancia en la protección civil en dichos espacios.
En junio de 2012 tres años después, solo funcionarios menores han sido imputados penalmente por la tragedia, y solo Delia Irene Botello fue encarcelada de 2011 a 2014, cuando fue liberada por desvanecimiento de datos. Ninguna instancia federal o estatal aceptó llevar a juicio a los copropietarios de la guardería ABC –entre quienes se encontraban familiares de integrantes del gabinete del exgobernador de Sonora Eduardo Bours y de la esposa del titular del Ejecutivo federal, Margarita Zavala– como solicitaron algunos padres de niños fallecidos.
Durante las elecciones presidenciales de 2012, Josefina Vázquez Mota apartó a Juan Francisco Molinar Horcasitas por los posibles daños que su papel en el asunto del incendio de la guardería hubiera podido tener sobre la candidata. Padres de familia de las víctimas señalaron entonces que en su opinión tanto sobre Molinar como sobre Lozano Alarcón, cuya dependencia tenía la responsabilidad de supervisar las condiciones de seguridad de la guardería incendiada, existía una responsabilidad política similar a la que recae sobre el extitular del IMSS.
El 12 de agosto de 2015 la Procuraduría General de la República solicitó al juez Ricardo Ruiz del Hoyo Chávez acción penal contra 22 empleadas de la guardería ABC acusándolas de lesiones culposas, al considerar que no hicieron nada por salvar la vida de los niños. La acusación fue desestimada por el juez del caso al considerar lo contrario. Entre las acusadas estaban la directora, educadoras, pedagogas, cocineras, encargadas de limpieza, una vigilante y una enfermera
El 14 de mayo del 2016 el Juzgado Primero de Distrito en el Estado de Sonora impuso condenas, que van desde los 20 hasta los 29 años de prisión a 19 de los 22 implicados en el caso.
Estos son:
- La Jefa del departamento de Guarderías del Instituto Mexicano del Seguro Social - 29 años de prisión
- El delegado Estatal en Sonora del Instituto Mexicano del Seguro Social - 28 años de prisión.
- La representante legal (28 años de prisión) y el secretario del consejo de administración de la Guardería ABC (28 años de prisión)
- El director de Protección Civil de la Secretaría del Ayuntamiento de Hermosillo - 28 años de prisión
- El director de Bomberos de Hermosillo - 28 años de prisión.
- El jefe de Departamento adscrito a la Dirección de Bomberos de Hermosillo - 28 años de prisión
- El titular de la Unidad Estatal de Protección Civil - 28 años de prisión
- El director de Inspección y Vigilancia del Ayuntamiento de Hermosillo - 28 años de prisión.
- A los empleados del área de Control Vehicular y de la Agencia Fiscal de la Secretaría de Hacienda del Gobierno del Estado de Sonora - 20 años de prisión
- Al director general de Recaudación y al subdirector de Control Vehicular - 20 años de prisión.

Solo las supervisoras de zona de guarderías del IMSS Irene Botello Amante, Yadira Barreras e Irma Crescencia Díaz Gámez, libran la cárcel inclusive pudiendo llegar a quedar absueltas de todo cargo.

#### Juicios ciudadanos
El 5 de mayo de 2010, organizaciones ciudadanas realizaron un juicio ciudadano, sin validez jurídica, en la ciudad de Hermosillo. Después de deliberar en distintas mesas de trabajo y realizar una evaluación de la actuación de las distintas autoridades involucradas en el incendio, declararon culpables a distintos funcionarios por su presunta participación, así como a los propios dueños de la guardería, emitiendo una condena pública con efectos informativos. El 29 de mayo de 2011 en la Ciudad de México, otro tribunal ciudadano compuesto por activistas, juristas y académicos condenó a distintas instancias de gobierno, en tanto que a Daniel Karam Toumeh y a Molinar Horcasitas los condenó a trabajos comunitarios y denegación del servicio público.

### Peritajes

#### Primer peritaje
El primer peritaje hecho por la fiscalía mexicana determinó que el fuego fue causado por un sobrecalentamiento en un sistema de enfriamiento de la bodega contigua a la guardería.

#### Segundo peritaje
El 4 y 5 de enero de 2010 el perito y consultor estadounidense David Smith determinó en un segundo peritaje no encontrar indicios de actividad eléctrica como causa del fuego y halló evidencias de que el fuego pudo haber iniciado en cajas de archivo en la bodega de forma intencional. La labor de peritaje de Smith fue integrada formalmente al expediente del incendio por la PGR. El 13 de mayo de 2010 en una visita a Hermosillo el entonces secretario de Gobernación, Fernando Gómez-Mont, respaldó la hipótesis del incendio provocado.

#### Tercer peritaje
Ante la presión de los distintos grupos de víctimas, la fiscalía mexicana encargó un tercer peritaje a la empresa LWG Consulting, diligencia a la cual los padres de las víctimas se opusieron al afirmar que no fueron notificados de éste, como lo indican en su juicio las leyes mexicanas.

### Duelo Nacional

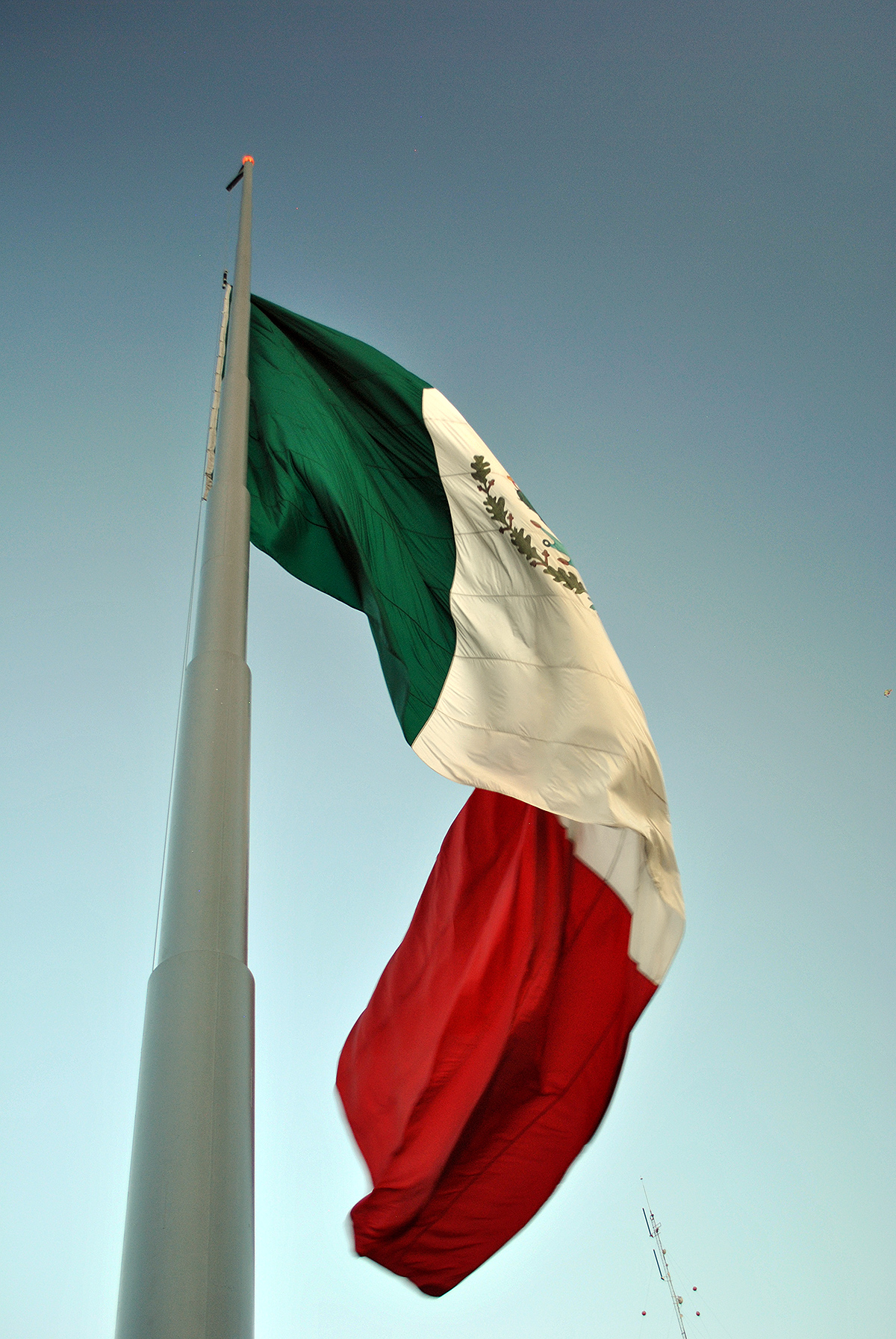
Bandera a media asta en la Plaza de la Constitución de la Ciudad de México el 5 de junio de 2013.

El 3 de junio de 2010 es publicado en el Diario Oficial de la Federación el decreto por el cual «se declara día de duelo nacional el 5 de junio, por la tragedia ocurrida en la "Guardería ABC, Sociedad Civil" en Hermosillo, Sonora, el 5 de junio de 2009»

### Ley 5 de junio
Derivado del activismo de los padres de las víctimas y de organizaciones ciudadanas, a partir de la tragedia fue modificada a profundidad la Ley General de Prestación de Servicios para la Atención, Cuidado y Desarrollo Integral Infantil, marco jurídico que regula el funcionamiento de las guarderías a nivel nacional. Fue publicada en el Diario Oficial de la Federación el 27 de octubre de 2011. Aunque en algunas ocasiones no existió una reglamentación clara, se llevó al Pleno del Senado, para posteriormente su aprobación y promulgación.